# Francesco di Vannuccio

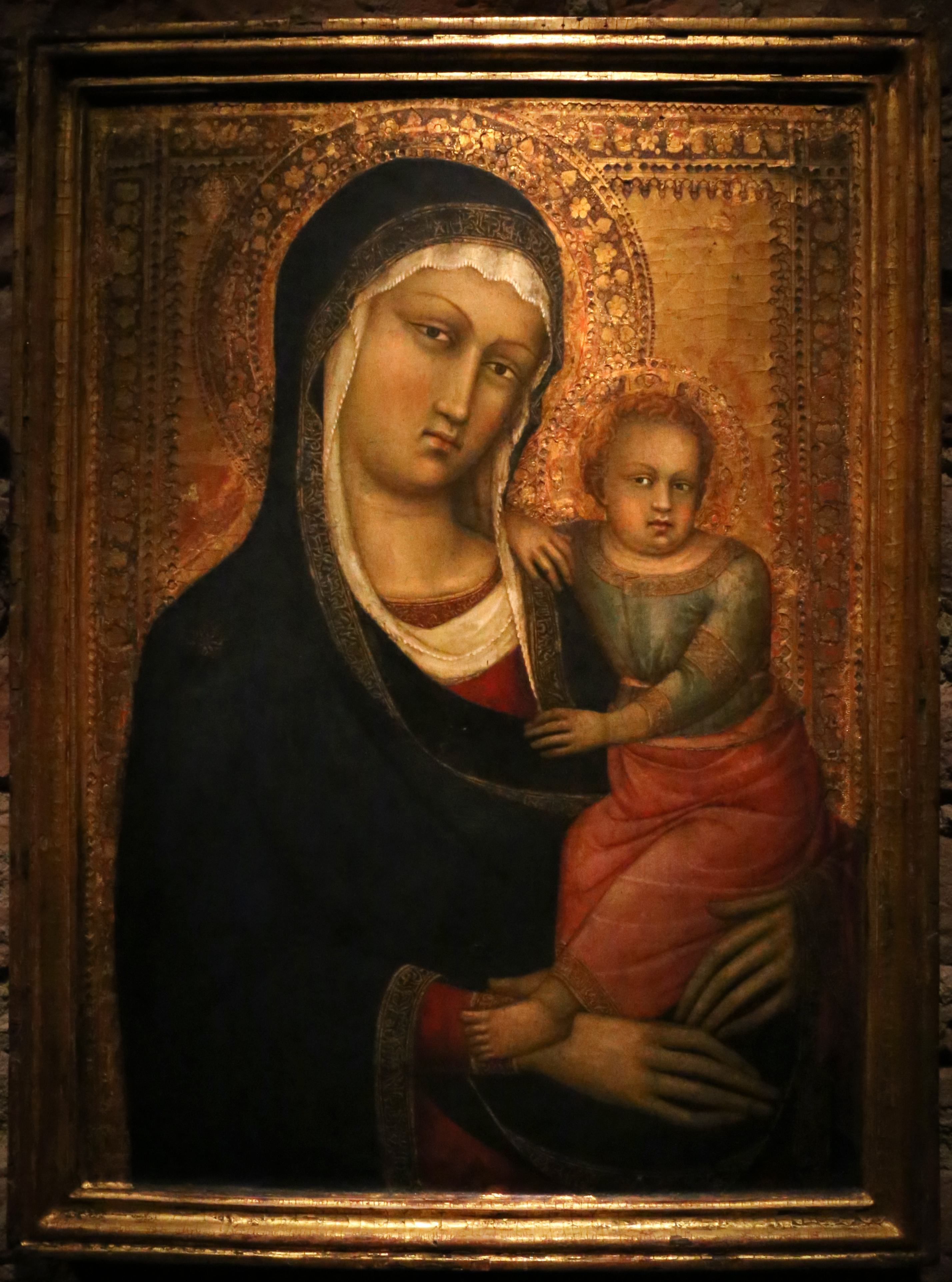
Madonna met Kind, 1375-85, Salini collectie.

Francesco di Vannuccio  was een Italiaanse kunstschilder die actief was in Siena tussen 1356 en 1389.

## Biografie
Francesco di Vannuccio wordt genoemd in talrijke documenten met onder meer betalingen in  1361, 1362, 1378, 1385 en 1388, maar het gaat telkens om werken die niet bewaard zijn gebleven zodat het moeilijk uit te maken valt of het inderdaad over slechts één kunstenaar gaat.
Hij werkte in de stijl van stijl van Taddeo di Bartolo, Paolo di Giovanni en Andrea di Vanni d'Andrea en in een persoonlijke reflectie op de schilderstijl van Simone Martini en Lippo Memmi. De intieme en meditatieve werken van Francesco zijn geïnspireerd door de stijl van het werk uit de Avignonese fase van Simone Martini. Hij gebruikt dezelfde thema’s maar in de beelden legt hij meer nadruk op de psychologische weergave en de aardse neigingen van de personages, gevangen in hun meest affectueuse en boeiende relaties.

## Werken

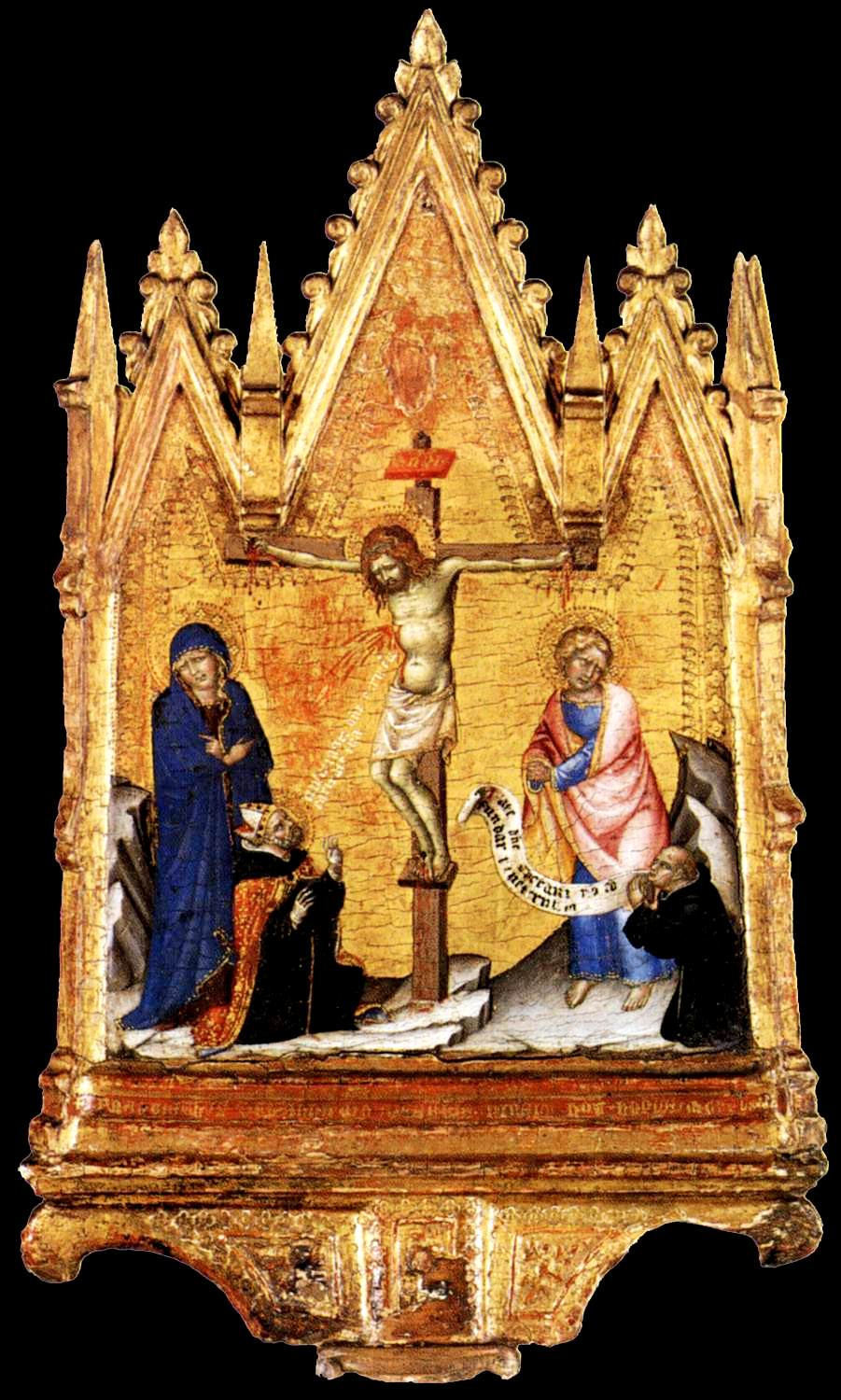
Kruisiging, 1380, Staatliche Museen, Berlijn

- Kruisiging, Staatliche Museen in Berlijn, gesigneerd en gedateerd op 1380 (FRANCISCHUS DE VANNUCIO DE SENIS PINSIT HOC OPUS MCCCLXXX)[3]
- Het dubbelzijdig beschilderde processievaandel van Berlijn (Staatliche Museen, inv. nr. 1062B), met de Madonna met kind en de HH. Franciscus, Catharina en een biddende monnik aan de ene kant en Christus aan het kruis met de Maagd, Johannes de Evangelist, een bisschop en een monnik op de andere zijde.
- Madonna met kind, (San Giovannino della Staffa, Siena), het centrale paneel van een veelluik waarvan daarnaast alleen een afbeelding van de heilige Antonius abt overblijft (collectie Porkay, München)
- Madonna met kind, (Sint-Dominicusbasiliek (Siena))
- Altaartje van Siena, Pinacoteca Nazionale di Siena (inv. nr. 183)
- Reliekschrijn met de Madonna van Nederigheid (voorheen collectie Drey, München; verkocht bij Christie’s in New York op 19 januari 1982)
- Reliekschrijn gemaakt met medewerking van zijn atelier, Museo Civico di Montepulciano (inv. nr. 16)
- Catharina van Alexandrië, New York, Frick collectie) en de predella met de geschiedenis van de heilige (voorheen in de collectie Van Marle in  Perugia) (verkocht in Londen bij Sotheby's, 21 juni 1978)
- De HH. Petrus en Johannes de Doper, delen van een verspreid veelluik (Metropolitan Museum of Art, New York, inv. Nr. 41.190.531; voorheen in de collectie Lelli, Florence.)
- Kruisiging met de Maagd, Johannes de Evangelist, de heilige Franciscus en de heilige Galgano, Von Kaulbach collectie, München
- Tweeluik met de Annunciatie en twee schenkers en de Hemelvaart van de Maagd, Girton College, Cambridge
- Tweeluik met de Madonna met kind met de HH. Laurentius en Andreas, Museum Meermanno, Den Haag, inv. Nr. 806 en een tweede paneel met de Kruisiging met de heilige Maagd en twee engelen, Philadelphia Museum of Art, Inv. Nr. 94[4]
- De heilige Jakobus de Meerdere, pinakel van een veelluik (verkocht in Milaan, Finarte, op 1 december 1981)
- Kruisbeeld, Bob Jones University Museum & Gallery, Greenville (South Carolina).

- Gemeinsame Normdatei: 1051019079
- International Standard Name Identifier: 0000 0004 5309 6851
- RKD-Nederlands Instituut voor Kunstgeschiedenis: 28928
- Union List of Artist Names: 500031970
- Virtual International Authority File: 308221879